# 长龄
长龄（穆麟德轉寫：cangling，1758年—1838年），字修圃，号懋亭，萨尔图克氏，蒙古正白旗人。清朝官员。

## 生平
原为正蓝旗，其父理藩院尚书、军机大臣纳延泰在乾隆时因功入正白旗。乾隆四十年（1775年），长龄历任军机章京、理藩院主事。乾隆五十二年（1787年），参与平定台湾林爽文。嘉庆年间，长龄历任内阁学士、右翼总兵、湖北提督、直隶提督、安徽巡抚、山东巡抚，镇压川陕白莲教起义。嘉庆十二年（1807年），任陕甘总督，平定青海番民之乱。次年，因罪謫伊犁，起为科布多参赞大臣。后为河南巡抚、再任陕甘总督，镇压岐山县饥民暴动。
道光元年（1821年），为协办大学士，次年为文华殿大学士，返京。三年（1823年），长龄为军机大臣。五年（1825年），出为云贵总督。六年（1826年），转任伊犁将军，主持平定张格尔之乱。与杨芳擒获张格尔有功，回京续任大学士、军机大臣，加封一等威勇公，授御前大臣，再晋为太保，赐三眼花翎，在紫光阁供奉画像。道光十一年，拜太傅。十八年，长龄去世，谥号文襄，入祀贤良祠。
著有《长文襄公自订年谱》、《长文襄公新疆善后奏疏》。
据《道咸以来朝野杂记》，大学士公爵长龄，住王府井纱帽胡同。后归将军贻谷。“长文襄公第，在王府井南头纱帽胡同。宅尚齐整，有小园，共三所。光绪间，廖尚书寿恒居之。后归绥远城将军贻谷。彼时宣宗赐长中堂之‘平格功成’匾额尚赫然在目也”。因其平定新疆准格尔之乱有功，道光八年（1828）十一月，道光帝曾将承泽园赏给了长龄（道光十八年（1838）长龄去世后，道光帝又将该园赏还给流放后回京的協辦大學士英和）。

## 家庭
- 始祖哈达鼎。原隶正蓝旗蒙古。
- 高祖阿哈圖。伯高祖阿哈尼堪，授世袭骑都尉。
- 曾祖瓦爾達。曾祖母那拉氏。
- 祖父鐵圖，理藩院郎中。祖母瓜尔佳氏。
- 父纳延泰，理藩院尚书。乾隆十二年（1747），家族转隶正白旗蒙古。嫡母那拉氏，生母戴氏。
- 姐萨爾圖克氏，继配嫁乾隆戊辰科进士、國子監祭酒、正蓝旗宗室良誠（1729-1788；嫡妻黃佳氏保明之女，二继妻章佳氏大學士尹繼善之女；父奉恩將軍務爾圖，祖父護軍統領、輔國將軍塞楞額，曾祖安和親王岳樂）。[1]
- 胞兄勤襄公惠齡，陝甘總督，太子太保，二等男爵。妻杨氏（父内务府正黄旗汉军、兵部侍郎虔禮寶，即光绪十五年己丑（1889）進士楊鍾羲高祖）。
- 妻汪佳氏（父正蓝旗滿洲、湖廣与陝甘總督勤恪公海明(汪佳氏)，胞侄嘉慶甲戌科進士呈麟）。
- 子杭州将军、一等威勇公桂輪。嫡妻赫舍里氏（父鑲紅旗滿洲、湖南長寶道錫齡；胞姊赫舍里氏嫁正蓝旗宗室亨壽，其父文莊公宗室禧恩）。继妻高佳氏（父镶黄旗满洲素納，姑母高佳氏继配嫁镶黄旗满洲、貴州布政使富察氏公峩，祖父内閣中書廣平，曾祖文端公高晉），其：
  - 子烏里雅蘇臺將軍、袭一等威勇公麟興。妻愛新覺羅氏（父宗室綿寬，祖父宗室永珠，曾祖諴密郡王弘暢）。
  - 女一薩爾圖克氏，嫁道光庚戌科三甲進士宗室載肅。
  - 女二薩爾圖克氏，继配嫁正蓝旗、頭等輔國將軍載崇；嫡妻富察氏（父鑲白旗滿洲、嘉慶己未科進士貴慶），其：
    - 子一光緒六年（1880年）庚辰科进士宗室溥良（字玉岑）。
    - 子二刑部尚書宗室溥興。

## 延伸阅读
[在维基数据编辑]
 《清史稿·卷367》，出自趙爾巽《清史稿》
 在维基共享资源阅览影像